# لويس أنطونيو رودريغيز
لويس أنطونيو رودريغيز (بالإسبانية: Luis Antonio Rodríguez)‏ (4 مارس 1985 بنيكوتشيا في الأرجنتين - ) هو لاعب كرة قدم أرجنتيني في مركز الوسط. لعب مع نادي أوبه ونادي شريف تيراسبول ونادي هاماربي لكرة القدم ونادي يورغوردينس وClub Atlético Temperley ‏ وHammarby IF ‏ وFC Sunkar ‏.

## وصلات خارجية
- لويس أنطونيو رودريغيز على موقع الاتحاد الدولي (مؤرشف)  (الإنجليزية)
- لويس أنطونيو رودريغيز على موقع قاعدة بيانات كرة القدم.إي يو (الإنجليزية)
- لويس أنطونيو رودريغيز على موقع Soccerway.com (الإنجليزية)
- لويس أنطونيو رودريغيز على موقع عالم كرة القدم.نت (الإنجليزية)